# Белойт
Бълойт (на английски: Beloit, IPA bə-loit) е град в окръг Рок, Уисконсин, Съединени американски щати. Разположен е на река Рок. Населението му е 36 913 души (2011).

## Личности
- Родени в Бълойт
  - Даника Патрик (1982) – автомобилна състезателка
- Починали в Бълойт
  - Бети Евърет (1939-2001) – певица